# Meeker (Colorado)
Pour les articles homonymes, voir Meeker.
La ville de Meeker est le siège du comté de Rio Blanco, situé dans le Colorado, aux États-Unis.

## Démographie
| 1890 | 1900 | 1910 | 1920 | 1930  | 1940  |
| ---- | ---- | ---- | ---- | ----- | ----- |
| 260  | 507  | 807  | 935  | 1 069 | 1 399 |

| 1950  | 1960  | 1970  | 1980  | 1990  | 2000  |
| ----- | ----- | ----- | ----- | ----- | ----- |
| 1 658 | 1 655 | 1 597 | 2 356 | 2 098 | 2 242 |

| 2010  | - | - | - | - | - |
| ----- | - | - | - | - | - |
| 2 475 | - | - | - | - | - |